# Ungarische Central-Eisenbahn

Das Streckennetz der Ungarischen Central-Eisenbahn

Die Ungarische Central-Eisenbahn (UCB), ungarisch Magyar Középponti Vaspálya Társaság (MKpV) war eine Eisenbahngesellschaft im Kaisertum Österreich, deren Strecken auf dem Gebiet des heutigen Ungarn lagen. Die Gesellschaft wurde 1850 verstaatlicht.

## Geschichte
In Ungarn wurde bereits 1837 die Pferdeeisenbahn zwischen Pressburg und Tyrnau konzessioniert, die aber schließlich bis ins Jahr 1846 nur auf eine Länge von acht Meilen bis Szered gebaut wurde. 
Die ersten Locomotivbahnen in Ungarn wurden hingegen 1844 und 1845 der UCB konzessioniert. Außer der Ungarischen Centralbahn von Marchegg über Pressburg, Pest nach Debreczin bekamen auch die Flügelbahnen nach Komorn, Arad, Grosswardein und Raconocz die Konzessionen. Hinter der Ungarischen Centralbahn stand – durch Strohmänner gedeckt – das Wiener Bankhaus S.M. v. Rothschild, das bereits die a. priv. Kaiser Ferdinands-Nordbahn (KNFB) finanzierte und die Anschlussstrecke Gänserndorf–Marchegg erbaute.
Am 15. Juli 1846 wurde als erste Strecke Pest–Waitzen eröffnet.
Am 1. September 1847 folgte Pest–Szolnok und am 10. August 1848 Marchegg–Pressburg.
Am 7. März 1850 wurde die UCB für insgesamt 20.458.361 Gulden vom österreichischen Staat eingelöst und ging in der k.k. Südöstliche Staatsbahn auf. Bereits am 1. Januar 1855 erfolgte die Reprivatisierung und die Eingliederung in die k.k. privilegierte Staatseisenbahngesellschaft. 

## Strecken
- Pest–Waitzen (* 15. Juli 1846)
- Pest–Szolnok (* 1. September 1847)
- Marchegg–Preßburg (* 10. August 1848)

## Lokomotiven
- 1845: PEST, BUDA, PANNONIA und POZSONY
- 1846: DEBRECZEN
- 1846: VÁCZ, NEOGRÁD, ESZTERGOM, KOMÁROM, HONT, BORSOD, NYITRA und HÉVES
- 1846: BETS
- 1846: NÁDOR, ISTVÁN
- 1847: CZEGLÉD, ABONY, PILIS, MONOR, ALBERTI, IRSA, VISEGRÁD, ÜLLÖ, SZOLNOK, BIHAR
- 1847: ERÖS, ÉRSEK-UJVÁR, TISZA und DUNA
- 1848/49: NAGY KÖRÖS, VILLAM und CSILLAG